# 石井藤吉郎
石井藤吉郎（いしい とうきちろう、1924年3月16日 - 1999年6月30日）は、東京六大学野球・社会人野球で活躍した野球選手・監督。

## 来歴
茨城県大洗の旅館に生まれ、5歳の時に亡くなった母の遺志に沿うように野球を始める。旧制水戸商業に進んで投手として活躍、1942年に文部省主催の“幻の甲子園大会”に出場、当時では超大型の181cmから速球を投げ込む左腕の好投手として注目され、準々決勝まで進む。
早稲田大学法学部に進み、1943年には出陣学徒壮行早慶戦にベンチ入りする。将来のエースとして嘱望されるが応召、終戦当時満州にいた石井は捕虜となり1947年まで約2年シベリアに抑留される。
1947年秋日本に帰りついた石井は早大に復学、栄養失調の影響でブクブクに太ったその姿ではさすがに即復帰とはいかなかったが、その年暮れのキャンプからチームに合流、周囲の度肝を抜く豪打を連発した。その頃早大は創部以来初の最下位に沈んでいたが、「関白還る」の一報は大きな希望をもたらしたと言われている。外岡茂十郎部長・森茂雄監督の期待通り翌年からチームの四番打者に座り、最下位の屈辱にまみれたチームをたちまち優勝に導き、甦らせた。戦前小川正太郎の入学が「再生の神の入来」と言われたが、石井の復活はそれ以上の衝撃・効果を早大にもたらした。復学後の3年間でリーグ優勝4回、1950年には主将としてチーム初の春秋連覇、春には首位打者を獲得した。ときにはマウンドに上がったがもっぱら外野・一塁を守り、グラウンド内外でチームの支柱として君臨し6シーズンで通算79試合出場、333打数114安打、打率.342、3本塁打、58打点。1シーズン平均19安打は後にリーグ安打記録を127に更新した明治の高田繁のペースを上回る。“長嶋茂雄登場以前の六大学最高の天才打者”と呼ばれ、「プロ入りしていれば長嶋よりも前にプロ野球ブームを石井が起こしていただろう」とも言われた。しかしプロ入りする気は本人に全くなかった。
卒業後は静岡の大昭和製紙に入社。1953年の都市対抗に中堅手、四番打者として出場。黒柳巽の好投もあって決勝に進み、全鐘紡を3-0で降し初優勝を飾った。この時のチームメイトに荒川宗一らがいる。1956年にはミルウォーキーで開催された第2回世界アマチュア野球大会日本代表に選出される。その後は大昭和製紙監督に就任。
大昭和製紙を退職後は家業の旅館業（現在の大洗シーサイドホテル）の経営に当たりながら母校水戸商業を甲子園出場に導いた。その間、1960年のプロ野球シーズンオフには翌年からの東映フライヤーズ（現：北海道日本ハムファイターズ）の監督への就任を当時のオーナーであった大川博から要請されたが、辞退している。
1964年、飛田穂洲の要請により石井連藏（藤吉郎とは同じ茨城県出身であるが血縁関係はない）の後を受けて早大野球部の第10代監督に招かれ、前年まで低迷を続けたチームを個性重視の指導でいきなりリーグ優勝に導いた。以後11年間（1974年は総監督）の指導でリーグ優勝6回、大学日本一1回。1972年には第1回日米大学野球の総監督を務め、優勝を果たした。その後アマ日本代表の監督も務める。門下から江尻亮、八木沢荘六、高橋直樹、小川邦和、谷沢健一、荒川尭、安田猛、中村勝広ら20人をこえるプロ選手を輩出した。しかし選手の契約交渉には一切顔を出さず、近年世間を賑わせる裏金疑惑とは全く無縁な高潔さを保った。
1995年、競技者表彰で野球殿堂入りした。プロに関与しなかった者の競技者表彰は1991年の島岡吉郎に次いで2人目だが、島岡はアマチュア野球の経験がほぼ皆無だったため、アマチュア選手のまま現役生活を通した者としては初の競技者表彰となった。殿堂入り直後からのがんとの闘病の末、水戸商業のセンバツ準優勝、早稲田大学の久々の優勝を見届けたかのように1999年没。

## 人物
その名前から愛称は「関白」（名前の由来も木下藤吉郎から）。人懐っこい笑顔、明るく暖かみがあり包容力に富んた人柄、ユーモアにあふれる話術から母校に限らず広く球界の内外から愛された。戦後チームに合流した際には抑留の時の話をユーモアにくるんで聞かせてはチームに笑いをもたらし、ともすれば初の最下位の屈辱に沈むチームに活気を呼び戻した。
早大監督に就任するや早々「今日は寒いから練習を止めよう」といって選手を驚かせたかと思えば、選手に希望するポジションがあればその通りに転向（代表例が江尻亮）させるなど、人心収攬は巧みで、また選手の能力発見・育成にも長けていた。豪放磊落な性格を表すかのように、バント戦法、特にスクイズを嫌い監督中はほとんど行わなかった。
日米大学野球の試合中、事故で教え子の東門明が亡くなると、選出、試合に起用した自らの責任を強く感じ、翌年（1973年）春のリーグ優勝の際には嫌っていたバント戦法を封印を解くかのように用い、遺影を手に優勝後の記念撮影・優勝パレードに臨んだほか、晩年まで墓参を欠かさなかったという。
水戸商業の後輩である豊田泰光は父親のように石井を慕った。プロ未経験ながらヤクルトアトムズの監督に招聘、という噂が出たこともある。
斗酒なお辞さぬ酒豪としても知られたが、きっかけは抑留生活で寒さをしのぐために覚えたウォッカだったといわれる。
1970年代に読売ジャイアンツ（巨人）や西鉄→太平洋クラブライオンズで活躍した田中章投手は親戚の1人で、田中が千葉経済高等学校へ在学していた時期に、石井は早稲田大学の野球部で監督を務めていた。その縁で田中は実父から早稲田大学への進学を勧められたものの、本人に進学の意思はなく、高校からの卒業を機に日本通運へ入社。同社の硬式野球部で華々しい実績を残した末に巨人へ入団した。奇しくも、1964年に「東京オリンピックのデモンストレーションゲーム」（公開競技）として開催された野球競技では、東京六大学野球のリーグ戦で使用される明治神宮野球場のマウンドに「全日本社会人野球選抜チーム」の投手として立っている。

## 詳細情報

### 表彰
- 野球殿堂競技者表彰（1995年）

## 関連情報

### 書籍
- 私が育てた最高の3番打者・谷沢健一（1984年、恒文社）ISBN 4-7704-0586-3
- 関白さんのホームラン（2003年、富永俊治著、樂書館）ISBN 4-8061-1831-1